# Kargat (flod)
Kargat (russisk: Каргат) er en flod i Novosibirsk oblast i Rusland. Den er en højre biflod til Tjulym. Kargat er 387 km lang, med et afvandingsområde på 7.200 km².
Kargat begynder i de sydlige dele af Vasjugansumpene, på 143 moh, og løber i sydvestlig retning over Barabasletten, og munder ud i Tjulym-floden på omkring 110 moh. En stor del af vandføringen fordamper og infiltreres i bakken, og den gennemsnitlige decharge (ved landsbyen Nizjnij Kargat, 36 km fra mundingen) er på kun 8,54 m³/s. I sit nedre løb er floden omkring 30 m bred og 2 m dyb, med en strømhastighed på 0,1 m/s. Kargat har ingen større bifloder.
Ved flodens midterste løb ligger byen Kargat, hvor floden krydses af den transsibiriske jernbane og hovedvejen M51. Kargat fryser til i november og er frosset over til forårsflommen begynder i slutningen af april.
54°38′37″N 78°16′00″Ø / 54.6436°N 78.2667°Ø